# 王明 (宋朝)
王明（919年—991年），字如晦，大名成安人，宋朝軍事人物。曾參與討平南汉末代皇帝劉鋹。

## 生平

### 宋朝建立前
後晉天福舉進士不第。驍騎將藥元福為原州刺史，辟為從事。冯晖任朔方节度使，表他为观察巡官。后周广顺初年，药元福领陈州防御使，奏署王明为判官。北汉皇帝刘旻入寇晋州，药元福奉命率兵救援，事多咨询王明。
之前，州县吏部送丁壮饷粮，有一天，壮丁都遁去了。药元福怒，将官吏都赶出军门，将要杀死他们。王明骑马去制止，入内对药元福说：“如今军储不缺，丁夫也有数万人，文吏懦弱不能制止，斩了有何益，不如宽以待之。等打败了贼军，凯旋后公也没有专杀之名，不好吗？”药元福感悟，尽免其死罪。后来北汉军半夜遁去，药元福就被任为建雄军节度使留镇晋州，趁机奏署王明为书记，赐绯鱼。
显德元年（954年）七月，药元福移镇陕州，仗着自己功多而骄恣，王明直言规劝，得罪了药元福的左右，他们多对药元福说王明的坏话，药元福也稍疏远了他。王明因父有病，请求回家省亲，药元福数次召王明，王明谢绝，去宫门前上书，请求任州县长官，历任清平、郾城（鄢陵）二县令。王明在鄢陵令任上，公廉爱民。

### 宋朝建立后
宋朝初年，法禁尚宽，官吏多受百姓贿赂，过年时都有固定数目，百姓也学着，不知道非法。王明得到献馈，说：“本县令不用钱，可每人送上数束水边的柴草，本县令想要。”百姓不知其意，给他数十万。王明取之以筑堤道，从此百姓无水患。
宋太祖授荊南节度使侍中高繼沖為武宁军节度使，以王明為武寧軍節度掌書記。乾德初年，太祖召公卿近臣各举清白有吏干者一人，给事中马士元举荐王明，王明被召為左拾遺。平定後蜀后，王明被選為榮州知州，及後代歸，遷右補闕。

#### 从平南汉
开宝二年（969年）六月，當其時宋太祖用兵於嶺南，王明被選為荊湖轉運使。三年（970年），宋太祖大舉南征，以王明為隨軍轉運使。山路险峻，船和车都不能通行，王明以数万壮丁背负数万粮食转运，保障了后勤。每攻下一郡一城，王明都先保住其簿书，守其仓库。九月，贺州尚未被攻克，王明入内与主帅都部署潘美合计急取之，以免敌援兵到来。诸将很犹豫，王明就穿上甲胄，率所部护送辎重士兵百人，拥着数千丁夫，带着挖运泥土的用具，堵塞护城河，直抵城门。城中害怕，开门纳款，贺州遂为宋军所有。宋军到南汉都城广州，南汉军十余万拒战。当晚，大风刮走屋顶，吹断树木，众人惊惧。王明又獻計于潘美等用火攻，潘美也对王明说这是万全之策，命丁夫数千人每人持两个火炬，走小路袭击敌营，大军吃饱饭列阵以待。宋军以火炬焚烧汉军营栅，汉军受惊，来犯宋军，被宋军迎击大败，斩首数万，汉招讨使郭崇岳死于乱军，皇弟祯王刘保兴逃归。劉鋹以城投降。平定廣州後，王明為本道轉運使。宋太祖嘉許其功，五月，因其功擢授秘書少監，領韶州刺史，充广南诸州轉運使。王明遍历所部，视百姓疾苦，将原有的搜刮钱粮等现象都列成条文上奏去除。先前，刘鋹私置大量（加大的不合标准的量具），重敛于民，名为一石，其实容量为一石八斗。七月，太祖因王明所奏，下诏废除刘鋹的大量，令广南诸州百姓皆用一斗量具交租，每交一石粮食再多交二升抵偿雀鼠之耗。岭表遂安。
五年（972年）四月，宋太祖看岭南图籍，发现州县多而户口少，命知广州潘美及转运使王明勘察地方，撤并州县以便百姓，于是前后废置十六个州，四十九个县。八月丙申，朝廷以潘美、尹崇珂同為兼嶺南轉運使，以王明為副使。十二月，太祖召见新任西川兵马都监辛仲甫，要他以被用为刺史的王明为榜样，鼓励他不懈勤劳公事，以后也能做地方长官。

#### 从平南唐
開寶七年（974年），王明被代回京城，宋太祖召见他并劳问，赐袭衣、金带、鞍勒马。太祖于八年（975年）正月出兵伐南唐前，以王明為黃州刺史，密授成算。王明到任后，就修好城寨，训练士卒，众人不知其意。等宋军从荆渚乘战舰而下，王明就被任为池州至岳州江路巡检战棹都部署，在江南攻击鄂州军三百余人，斩首三百级，又遣兵马都监武守谦等渡江，在武昌破唐军万余人，杀七百人，攻克樊山砦。三月，又击破江州唐军，斩首三千级，四月捷奏献上。五月，又在武昌江中破唐军三百人，获船十余艘。十月，唐将镇南军节度使朱令赟从上江领十五万军，将足以容纳千人的大舰连起来顺流而下，长百余丈，将要焚烧采石浮桥，援救金陵。正好江水干涸，朱令赟无法急行。王明率所部船队屯于独树口，派儿子骑马奏请添造战舰三百艘以袭朱令赟。太祖说：“这不是应急之策，朱令赟早晚要到，金陵之围解了。”于是秘密遣人告谕王明，令他在洲浦间立起长木头，作船只状。朱令赟望见，果然怀疑大军袭其后，逗留不敢进。王明发檄文给诸军，互为掎角，督军队划船袭击朱令赟，到小孤山，与诸军合势，朱令赟用火油烧宋军，刮起北风，火反而烧到唐军自己，唐军不战自溃，朱令赟投火殉国，宋军擒获战棹都虞候王晖等，唐军赴水而死者十之五六，宋军获兵仗数万。金陵孤城只指望朱令赟的援军，至此越发危急。十一月，王明又在武昌击败湖口唐军万余，夺战舰五百艘。宋灭唐，诏王明安抚诸郡，就命他知洪州。县吏陈恕着儒服见王明，王明与他说话，大奇之，给他钱送他上京科考。同年，王明荐清江尉袁逢吉之能，使他被除授为丰城令。
宋太宗即位後，任王明兼領江南諸路轉運使。吴越王钱俶、清源军节度使陈洪进相继纳土归顺，太宗以杨克让为两浙西南路转运使。泉州百姓啸聚为盗，杨克让从福州率其屯兵到泉州，与王明、王文宝一起讨平。

#### 晚年
王明被召為右正諫議大夫，充三司副使。太平興國七年（982年）二月，三司使王仁赡被降职，王明與给事中侯陟同判三司事，不再设副使。王明与李惟清荐判三司度支张鉴之能，使他被用为江南转运使。八月，太宗从王明之请，罢川、峡诸州官织锦绮。八年（983年）三月，三司职权分离，王明改左諫議大夫，為鹽鐵使。后西川转运使刘度请求官方以铁钱四百换铜钱一百，已获准，王明说：“如此重铜钱而轻铁钱，则物价更贵了。希望罢之。”诏准。十一月，王明说：“沿边每年运铜钱五千贯于灵州买马，七百里沙碛无邮传，冬夏少水，负担者甚以为劳。戎人得铜钱，都销铸为铜器，郡国每年铸钱不能充其用，希望罢去。从此以布帛、茶及其他物买马。”获准。雍熙元年（984年）五月，请开江南盐禁，将每年卖盐所得五十三万五千余贯中的二十八万七千余贯给百姓，收税，二十四万余贯任由商人交易再收税，获准。遷給事中。二年（985年）三月，宰相李昉子李宗谔、参知政事吕蒙正从弟吕蒙亨、王明子王扶、度支使许仲宣子许待问都中进士举，考试也都出色。太宗说：“这些都出自有势之家，与寒门竞争进身，即使是以才干升职，人们也会说朕有私。”都罢了他们。四年（987年），王明被张平代为盐铁使，改光州刺史，出知幷州。端拱元年（988年），被代回，上表请求改官职，改禮部侍郎。適逢契丹擾邊，宋太宗下詔王明為真定府知府，契丹撤军。淳化初年（990年），詔王明歸京師，知京朝官差遣事。淳化二年（991年），王明逝世，終年七十三歲（《东都事略》作七十二岁）。

## 子孙
王明有子王挺，進士及第，累官至转运使、殿中侍御史；王扶，進士及第，官至轉運使、工部员外郎。幼子王掞，景德年间被录为光禄寺主簿。大中祥符八年，又录王明孙王师颜为三班借职。王掞官至殿中丞。

## 评价
- 《宋史》论曰：边珝、王明、许仲宣、杨克让当官效用，以清干称。……王明累参戎事，预立战功，至若开谕元福，止其暴诛，此赴蹈之仁也。

## 延伸阅读
[在维基数据编辑]
 《宋史/卷270》，出自脱脱《宋史》